# Piazza degli Scacchi
La Piazza degli Scacchi, rarement appelée Piazza Castello Umberto I, est située dans le centre historique de Marostica, dans la province de Vicence. Tous les second week-end de septembre des années paires, on y joue une partie d'échecs avec des personnages vivants en costume d'époque.

## Description
La place rectangulaire, encadrée par la vue sur les remparts de Marostica, est très grande et comprend de nombreux monuments qui la surplombent. Les deux côtés est et ouest sont composés de longs portiques, le coté sud par le Castello Inferiore Umberto I et coté nord le Palazzo Doglione, sous le Castello Superiore, sur la colline. Les deux châteaux sont aussi connus sous le nom de « châteaux de Marostica ». Le Palazzo del Doglione abrite la bibliothèque municipale. L'échiquier, composé de dalles de marbre rose et blanc de 256 m2 est au centre de la place,.
Une colonne avec le lion de saint Marc est érigée sur la Piazza degli Scacchi, en signe de fidélité à la sérénissime république de Venise. La statue de Saint-Marc a été créée en 1527 et érigée par le podestat (maire dans l'Italie médiévale) Andrea Bon en 1555.
En 1311, Alberto Canfrancesco della Scala, seigneur de Vérone (1308-1329), occupe le territoire de Vicence, redessine la structure urbaine de Marostica et transforme la ville romano-médiévale en un centre fortifié. L'année suivante, il ordonne la construction des deux châteaux. C'est son arrière-petit-fils Cansignorio della Scala (1359-1375) qui, en 1372, souhaita la construction des murs de la ville avec l'accès par quatre portes.
La conception du Castello Inferiore , rectangulaire, lui permet de faire aussi fonction d'enceinte, avec la tour supérieure, une tour majestueuse, carrée, qui se distingue des quatre petites tours qui flanquent la plus grande. Les deux manoirs dominent et caractérisent la vision globale de la place, en particulier lorsque l'on commémore l'histoire légendaire qui fait la renommée de la ville vénitienne.
L'épisode, dont parle l'artiste bolonais Mario Mirko Vucetich (1898-1975) dans le texte de la production théâtrale The Chess Game, date de 1454, sous le règne de la république de Venise : le châtelain de Marostica, Taddeo Parisio a des doutes sur le choix du futur mari pour sa fille Lionora, entre les deux rivaux Rinaldo d'Angarano et Vieri da Vallonara. Il décide d'accorder sa main au concurrent qui gagnerait une partie d'échecs, le perdant épousera sa sœur aînée plus âgée.
La place singulière, avec son revêtement de marbre en damier et les châteaux qui la dominent, est mondialement connue et visitée, même en l'absence des matchs historiques dans lesquels non seulement se jouent des épisodes de l'histoire vénitienne locale de manière originale.

## La partie d'échecs
La reconstitution historique de la partie d'échecs, jouée sur la place avec des personnages vivants, a été relancée dans les années 1950 par un groupe de citoyens qui se sont référés à la Pro Marostica locale. Ils ont élaboré un scénario pour recréer l'événement avec des personnages vivants. L'intrigue a ensuite été écrite et mise en scène par l'architecte, scénographe et metteur en scène bolonais Mario Mirko Vucetich (1898-1975), qui l'a créée en 1954 comme une reconstitution historique, écrivant également le texte théâtral La partita a scacchi (La partie d'échecs) fixée le deuxième dimanche de septembre 1454.
Tous les deux ans, plus de 600 personnages en costumes médiévaux, avec chevaux et hommes en armure, porte-drapeaux, cabotins et cracheurs de feu, dames et gentilshommes, constituent le décor de la partie d'échecs qui représente le défi de Rinaldo d'Angarano et Vieri da Vallonara. Selon l'intrigue, ces jeunes et nobles descendants de la ville sont tous deux tombés amoureux de la belle Lionora. Taddeo Parisio, châtelain de Marostica et père de Lionora, interdit le duel, comme c'était d'usage à l'époque, et ordonna de jouer une partie de Nobil Ziogo de li scacchi  (Noble jeu d'échecs en langue vénitienne). Taddeo a décidé que le vainqueur de ce défi unique épouserait la belle Lionora, tandis que celui qui perdrait épouserait sa tante, Oldrada, devenant ainsi son parent.
Lionora, qui espérait la victoire de Vieri da Vallonara, dont elle était secrètement amoureuse, a vu son rêve exaucé lorsque ce dernier a gagné et a pu l'épouser, tandis que son rival Rinaldo a épousé Oldrada.
Comme les coups de la partie originelle de 1454 ne sont pas connus, le déroulement de l'une des parties les plus célèbres de l'histoire des échecs, choisie par le club d'échecs de Marostica, est proposé lors de chaque événement. Pour des raisons de d'horaire, le jeu représenté doit comporter 16 à 20 coups, afin de durer environ 20 minutes pour maintenir le haut niveau du spectacle et permettre aux acteurs, personnes et chevaux, de ne pas fatiguer. Parmi les parties choisies, ont été rejouées l'« Immortelle  » (jouée par Adolf Anderssen et Lionel Kieseritzky en 1851 à Londres) et la « Partie de l'opéra » (jouée par Paul Morphy en 1858 à Paris).

## Galerie

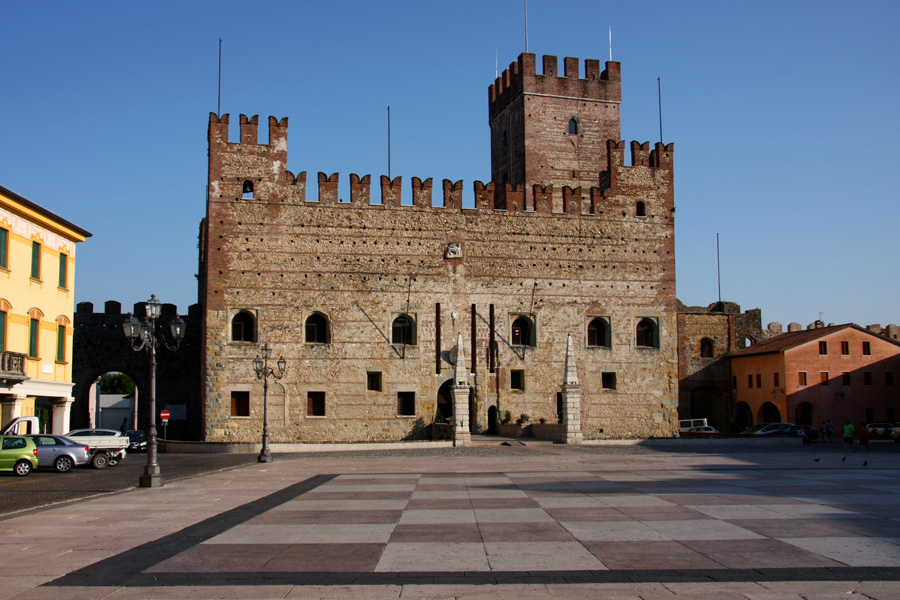
Vue de la Piazza degli Scacchi de Marostica coté Castello Inferiore Umberto I (château inférieur), coté sud.
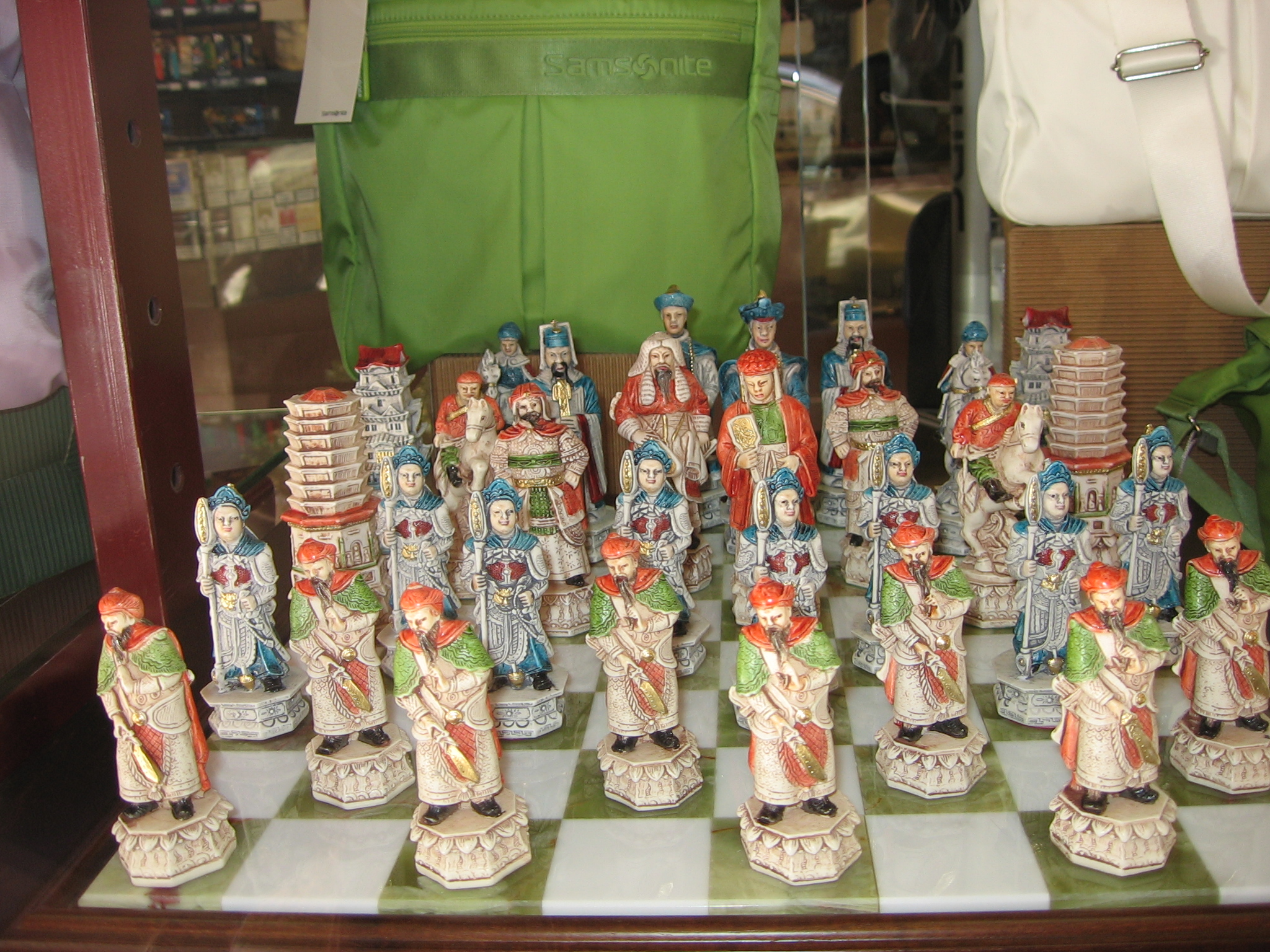
Représentation des personnages de la partie d'échecs vivante de Marostica.
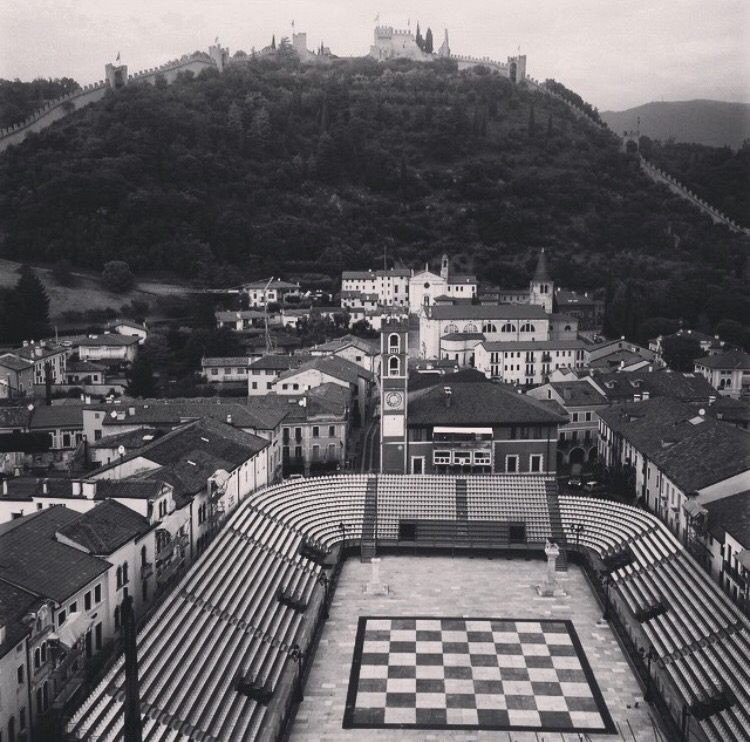
Aménagement en tribunes pour la partie d'échecs vivante de Marostica.
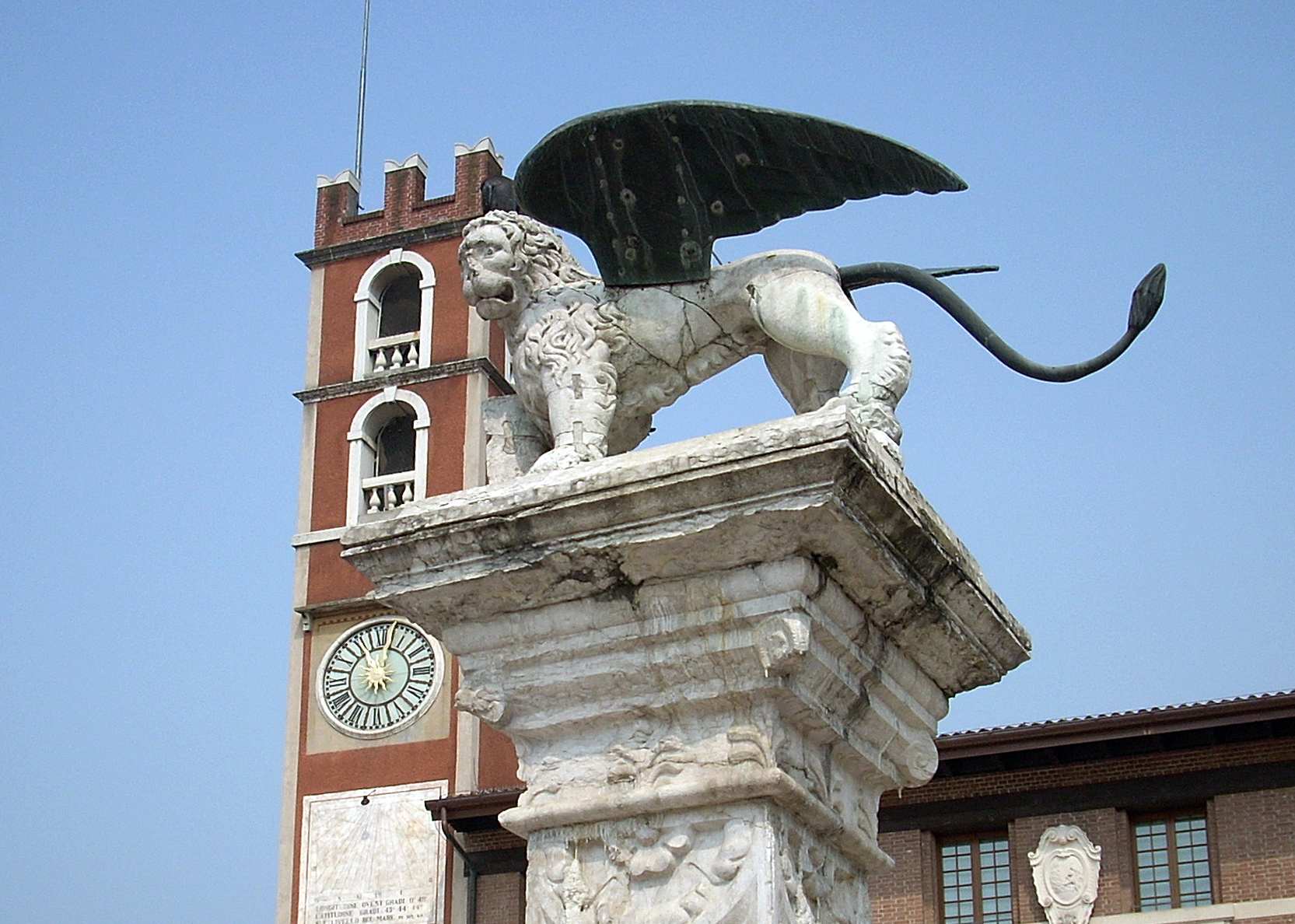
La colonne avec le lion de saint Marc.

## Articles associés
- Château de Marostica